# Bisdom Makeni

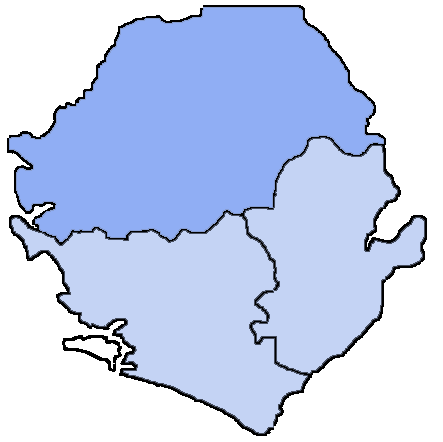
Bisdom Makeni in Sierra Leone

Het bisdom Makeni (Latijn: Dioecesis Makenensis) is een rooms-katholiek bisdom met als zetel Makeni, de hoofdstad van de provincie Northern in Sierra Leone. Het bisdom is suffragaan aan het aartsbisdom Freetown.

## Geschiedenis
Het bisdom werd opgericht op 3 april 1952, als de apostolische prefectuur Makeni, uit grondgebied van het bisdom Freetown en Bo. Op 24 februari 1962 werd het een bisdom. 
In 2012 was een meerderheid van de priesters van het bisdom het niet eens met de aanstelling van bisschop Henry Aruna als opvolger van George Biguzzi. Hierop werd de nieuwe bisschop niet geïnstalleerd en op 11 april 2012 werd een sede vacante afgekondigd.

## Parochies
In 2019 telde het bisdom 26 parochies. Het bisdom had in 2019 een oppervlakte van 36.075 km2 en telde 2.508.201 inwoners waarvan 4,0% rooms-katholiek was.

## Bisschoppen
- Augusto Fermo Azzolini (19 juli 1952 - 17 november 1986)
- George Biguzzi (17 november 1986 - 7 januari 2012)
- Henry Aruna (7 januari 2012 - 11 april 2012; niet in bezit genomen, werd in 2015 hulpbisschop van Kenema)
- Sede vacante (11 april 2012 - heden)[2]
  - Natale Paganelli (11 april 2012 - heden; administrator)